# Christian Gottlob Ernst am Ende
Christian Gottlob Ernst am Ende (* 24. November 1819 in Wittenberg; † 18. Juli 1890 in Dresden) war ein deutscher Bibliothekar, Buchhändler und Schriftsteller.

## Leben und Wirken
Er war der Sohn des Magisters Christian Gottlob am Ende. Nach dem Schulbesuch und einer Lehre war am Ende in Dresden von 1853 bis 1870 als Buchhändler mit eigenem Verlag tätig. 1874 wurde er Bibliothekar beim statistischen Bureau im Königlich Sächsischen Ministerium des Innern und Sekretär der Ökonomischen Gesellschaft im Königreich Sachsen zu Dresden.
Zu seinen Kindern zählen der Kommunalpolitiker Paul am Ende (1851–1926) und die Malerin Doris am Ende (1857–1944).

## Publikationen (Auswahl)
- Kornblumen. Gedichte. Mit einem Vorwort von Ernst von Brunnow. Dresden, 1842.
- Des Maurers Weihe. Dichtung nach Schillers „Lied von der Glocke.“ Abdruck aus der „Bauhütte.“ Dresden, 1859.
- Des Maurers Weihe. Dichtung nach Schillers „Lied von der Glocke.“ Abdruck aus der „Bauhütte.“ 2. Aufl. Leipzig, 1864.
- Haydn, Mozart, Beethoven, ihr Leben u. ihre Werke. Dresden, 1866.
- Die Wappen in der am Ende’schen Familie. Abdruck aus der „Heraldisch-genealog. Zeitschrift.“ Wien, 1871.
- Dr. Johann Joachim Gottlob am Ende, verstorben 1777 als Superintendent zu Dresden. Ein Lebensbild aus dem 18. Jahrh., zugleich ein Beitrag zur Geschichte Dresdens, auf Grund familiengeschichtlicher Sammlungen. Nebst einer Bibliotheca am Endiana. Dresden, 1871.
- Julius Hammer als Mensch und Dichter. Ein Vortrag in Dresden gehalten. Mit dem Porträt J. Hammer’s. Nürnberg, 1872.
- Goldene Erinnerungsblätter zur 50jährigen Vermählungsfeier Ihrer Königl. Majestäten Johann und Amalie von Sachsen. Dresden, 1872. (Digitalisat)
- Advocat Christoph Christian Hohlfeldt, Sächs. Dichter und Geschichtsschreiber. Ein Lebensbild. In:  Mittheilungen des Königl. Sächs. Alterthumsvereins 1873.
- Christian Carl am Ende, der 1799 verstorbene Herausgebers des Sleidanus. In: Petzholdt’s Anzeiger für Bibliographie und Bibliothekwissenschaft 1873, 6. Heft.
- Zum Ehrengedächtniß Gustav v. Flotow’s, Königl. Sächs. Geh. Raths etc. Ein Lebensbild, zum Theil nach seinen Tagebüchern. In: Jahrbüchern für Volks- und Landwirtschaft. Dresden 1874.
- Geschichte und Entwicklung des Königl. Großen Gartens bei Dresden. Vorgetragen im Königl. Sächs. Alterthumsvereins. Dresden, 1874.
- Der Leipziger Maler Johann Heinrich am Ende, ein ergänzender Beitrag zur Kunstgeschichte Sachsens im 17. Jahrhundert. In: Mittheilungen des Königl. Sächs. Alterthumsvereins, 1874.